# George Atcheson Jr.

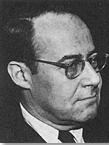
George Atcheson Jr.

George C. Atcheson Jr. (* 20. Oktober 1896 in Denver, Colorado; † 17. August 1947 im Pazifik westlich von Hawaii) war ein US-amerikanischer Diplomat.

## Leben
Nach einem Studium an der UC Berkeley, das er 1919 abschloss, trat Atcheson in den auswärtigen Dienst ein und wurde 1920 als Übersetzungshelfer an die US-Botschaft in Peking versetzt. Von 1923 bis 1924 diente er als Vizekonsul in Changsha und von 1926 bis 1927 in North Bay, Ontario. Anschließend kehrte er nach China zurück und diente als Vizekonsul und Konsul in Tianjin (1927–1928) sowie als Konsul in Fuzhou (1928–1929).
1937 war er zweiter Sekretär der US-Botschaft in Nanjing unter Botschafter Nelson T. Johnson, als die Stadt im Zweiten Japanisch-Chinesischen Krieg von den Japanern angegriffen wurde. Er gehörte zu den wenigen Botschaftsangehörigen, die bei der Evakuierung der Botschaft nach Chongqing am 22. November zurückgelassen wurden, und war Augenzeuge des Angriffs auf das Kanonenboot Panay während des Panay-Vorfalls. Atcheson diente danach noch bis 1939 in China, bevor er nach Washington zurückgerufen wurde, um in der Far Eastern Division des State Department zu arbeiten. Zum Zeitpunkt des Überfalls auf Pearl Harbor diente er hier als Assistant Chief der Abteilung.
1943 kehrte er als Botschaftsrat (und in Abwesenheit von Botschafter Clarence E. Gauss Geschäftsträger) an die US-Botschaft in Chongqing zurück. Im November 1944 wurde Patrick J. Hurley sein neuer Vorgesetzter, mit dem ihn eine ausgesprochene Abneigung verband. Einer seiner engsten Mitarbeiter in Chongqing war John S. Service, der später durch die berühmte „Dixie-Mission“ von sich reden machte.
Anfang September 1945, kurz nach der japanischen Kapitulation und der Besetzung Japans, wurde er auf Betreiben des neuernannten United States Under Secretary of State Dean Acheson zum politischen Berater (POLAD) des alliierten Oberbefehlshabers Douglas MacArthur ernannt und erreichte das Land am 22. September in Begleitung von John Service. Die Ernennung des China-Experten Atcheson war eine gezielte Brüskierung der bisherigen Japan-Experten im State Department, die aus der Besatzungspolitik weitestgehend herausgehalten wurden. Atcheson vertrat eine harte Linie gegenüber Kaiser Hirohito und teilte Präsident Harry S. Truman noch Anfang Januar 1946 in einem Bericht seine Meinung mit, er betrachte Hirohito als Kriegsverbrecher und die Institution des Tennō sei als Hindernis für eine wirkliche Demokratisierung Japans abzuschaffen. Zumindest aber müsse Hirohito abdanken. Atcheson war im Oktober 1945 in das Projekt involviert, den früheren japanischen Premierminister Prinz Konoe an einer Überarbeitung der japanischen Verfassung mitarbeiten zu lassen. Als Konoe unvorsichtigerweise vor der Presse erklärte, er sei von MacArthur hierzu aufgefordert worden, wurde das Projekt stillschweigend beerdigt und Atcheson von weiterer Mitwirkung in konstitutionellen Angelegenheiten ausgeschlossen.
Ab April 1946 vertrat Atcheson zusätzlich zu seiner Stellung als POLAD die Vereinigten Staaten im Allied Council for Japan. Im gleichen Monat etablierte er die Diplomatische Sektion der obersten Besatzungsbehörde GHQ. Im Juni 1946 wurde er von Präsident Truman in den persönlichen Rang eines Botschafters erhoben.
Atcheson starb im August 1947 auf einer Reise zu Konsultationen in die USA, als sein Flugzeug nach einem Sturm etwa 100 Kilometer westlich von Hawaii aus Benzinmangel abstürzte. Mit ihm reisten vier höhere Offiziere des GHQ. Von den fünf Passagieren und acht Besatzungsmitgliedern überlebten drei Personen den Absturz der Boeing B-17.